# 名探偵コナン 江戸川コナン失踪事件 〜史上最悪の2日間〜
『名探偵コナン 江戸川コナン失踪事件 〜史上最悪の2日間〜』（めいたんていコナン えどがわコナンしっそうじけん しじょうさいあくのふつかかん）は、2014年12月26日に『金曜ロードSHOW!』で放送されたテレビアニメ『名探偵コナン』のスペシャル番組。

## 概要
『名探偵コナン』原作連載20周年を記念して製作された、テレビアニメ2時間スペシャル。
本作は、2014年12月19日放送の劇場版第12作『戦慄の楽譜』と合わせて「名探偵コナンまつり」の1作として放送された。2時間枠でのスペシャル放送は、2007年7月16日放送の第479話「服部平次との三日間」以来で、土曜18:00からの放送となってからは本作が初となり、『金曜ロードSHOW!』におけるアニメオリジナルの2時間スペシャルにして、通算話にカウントされないのも史上初である。
映画『鍵泥棒のメソッド』で監督・脚本を担当した内田けんじが本作でも脚本を担当している。『鍵泥棒のメソッド』の後日談的な内容となっており、1926年に実際に起きた『アガサ・クリスティ失踪事件』を原案としたストーリーに、『名探偵コナン』と『鍵泥棒のメソッド』の登場人物を絡ませた内容となっている。『鍵泥棒のメソッド』で実際にあるシーンを彷彿とさせるシーンが多々あり、そのまま本作で流用（アニメで再現）しているシーンもある。また、コンドウや香苗の所有する車、桜井の住むアパートなど、同作の後日談ということもあり、細かく再現されている。
メインキャラクターでストーリーに絡むのは主人公の江戸川コナンとヒロインの毛利蘭・毛利小五郎・阿笠博士・灰原哀の5人だけであり、少年探偵団のメンバーである吉田歩美・円谷光彦・小嶋元太は、序盤と中盤の帝丹小学校の教室シーンにのみ登場している。劇場版でも常連となっている目暮警部を筆頭とする警視庁捜査一課の面々や鈴木園子は、本作には登場していない。また、工藤新一の父・工藤優作はコンドウ関係の事件捜査に協力した人物としてコナンの回想シーンにのみ声なしで登場する。
ゲスト声優として『鍵泥棒のメソッド』に出演した、コンドウこと山崎信一郎役の香川照之と水嶋香苗役の広末涼子が、本作でも再び同役を演じている。なお、同作品の主人公である桜井武史とゴシップ雑誌「実話ダイナマイト」の編集長の大谷は、キャラクターデザインこそ香川のコンドウと広末の香苗同様に、それぞれ映画で演じた俳優の堺雅人と三上市朗をイメージしている。但し、両者とも本作では出番の少ない役どころでもあるため、桜井は岩永哲哉に、大谷は楠大典にそれぞれ声優を変更されている。
また、本作は『金曜ロードSHOW!』枠の放送のため、本来の枠では描けないアダルトシーンも多い。登場人物の喫煙シーンもあり、犯人グループのポイ捨てシーンもある。また、銭湯のシーンではコナンや蘭、哀の全裸や入浴シーンだけでなく、全裸の女性客の尻まで描かれるなど、大人向けの描写が多く盛り込まれている。
怪盗キッドは、本編終了後の劇場版第19作『業火の向日葵』のインフォメーションにて、マジックを披露しながら登場した。
オープニングで流れたメインテーマは、劇場版第17作『絶海の探偵』バージョンが使用され、映像も劇場版シリーズからの流用で冒頭の作品解説がなされた。
小説版は同年12月24日に小学館ジュニア文庫から発売。DVD版は原作単行本第86巻の付録として発売され、BD版は2015年10月23日に単品で発売された。
関東地区での平均視聴率は12.1%を記録した。
2002年から10年以上にわたってシリーズの音響監督を務めてきた浦上靖夫は放送直前の12月18日に死去したため、本作が遺作となった。
6年弱後の2020年9月18日には、前週の9月11日に『金曜ロードSHOW!』で再放送された『名探偵コナン エピソード“ONE” 小さくなった名探偵』と共に、「2週連続名探偵コナン祭り」の一環として同枠で再放送された。。

## ストーリー
ゴルフをプレイしながら、英語で謎の密談を進める2人の老人がいた。彼らの会話では、ある男の名前が飛び交っていた。一方、警察の取調室では「運び屋のジョー」が刑事に対して「俺は何も知らない」と言い訳を始めていた。彼の言葉からある人物によって運び屋をやらされたこと、そして、その人物に裏切られたことが告げられる。
ある晴れた日、コナンは阿笠博士の家のお風呂が故障してしまい、蘭や灰原らと共に銭湯を訪れることになった。コナンはその脱衣場で、怪しい2人の男を目撃する。しかし、男湯に戻ったコナンは足を滑らせ転倒してしまい、気絶した全裸のコナンを車に乗せたのは、裏世界で「伝説の殺し屋」とされるコンドウと「アドリブのタツ」として知られる入れ墨の男・タツであった。とある任務を銭湯で遂行しようとしていたコンドウとタツは、不信を抱いたコナンを連れ去ったのだ。しかも、コナンは目を覚ますと記憶喪失になってしまっていた。杯戸町の廃倉庫で「鍵屋のマル」と待機していると、拳銃を持った「詐欺師のナナ」が合流する。しかし、ナナは用済みとなったタツとマルを始末して、コナンとコンドウを真のアジトに連れて行く。このアジトは「天才ハッカーのM」の監視カメラで厳重に管理されていた。
その頃、毛利探偵事務所では水嶋香苗という美女が浮気調査の依頼に訪れていた。元便利屋だという夫の仕事場へ灰原と向かう小五郎が夫の写真を見ると、そこにはあのコンドウの姿があった。一方、灰原は車に乗り込もうとするナナを目撃したことで、小五郎らと別れ阿笠博士と合流し、博士のビートルで尾行を開始する。しかし、突然トレーラーが出現してビートルを潰そうと迫ってきた事により、灰原は崖下に転落して、阿笠博士は捕らえられてしまう。
次の日、コナンは横浜赤レンガ倉庫で解放される手筈となったが、犯人グループには何やら思惑がある様子で、コナンも真相に辿り着き、パーキングエリアで善良な人物だと悟ったコンドウに、自分の記憶喪失は演技であること、黒幕の正体はタツであることを聞かせる。すべてを悟ったコンドウは、銃を携帯して犯人グループの屋敷に向かうが、ナナによって捕らえられてしまう。レインボーブリッジに着いたコンドウは、そこで、来日中のニホリカ国の女王と子息が乗った車に、爆弾が積まれたトレーラーごと自爆するように迫られる。そして、アジトへ助けに行ったコナン自身もまた、監視役のMに捕らえられてしまう。
一方、小五郎も蘭を引き連れて犯人のアジトに向かっていた。そして、銃を突きつけたMを一瞬で倒した蘭はコナンらを救出することに成功する。マンションの一室では、香苗を拘束したタツがコンドウに真相を語り始めていた。タツは、マンションの隠し部屋に侵入してニホリカ国の王女と子息を狙う依頼を、コンドウの代わりに引き受けたことを暴露する。タツが勝ち誇った瞬間、部屋に警察が突入してきた。驚愕するタツと話していた電話の主は、変声機でコンドウの声を借りたコナンだったのだ。
事件の解決後、コナンにお礼を言われて赤面する灰原の後ろで、阿笠博士は、お風呂が壊れていたことを忘れて入浴姿のまま立ち尽くしていた。

## 登場人物

### 『名探偵コナン』のキャラクター
- 江戸川コナン - 高山みなみ
- 灰原哀 - 林原めぐみ
- 毛利蘭 - 山崎和佳奈
- 毛利小五郎 - 小山力也
- 阿笠博士 - 緒方賢一
- 工藤新一 - 山口勝平
- 吉田歩美 - 岩居由希子
- 小嶋元太 - 高木渉
- 円谷光彦 - 大谷育江
- 工藤優作 - 台詞なし[注 5]
- 仮面ヤイバー - 高木渉[注 6]
- 怪盗キッド - 山口勝平[注 7]

### 『鍵泥棒のメソッド』からのキャラクター

#### スペシャルゲスト
コンドウ / 山崎 信一郎（やまざき しんいちろう）
声 - 香川照之
裏世界では「伝説の殺し屋」として顔を知られている。
真の正体は、標的を守る為に逃亡させて、依頼人と標的の双方から報酬を得る逃がし屋。妻の香苗と同様に優しい性格で、コナン達を救うために尽力する。隠し部屋には様々な変装グッズや拳銃を隠し持っており、拳銃を装備して愛する妻に別れの言葉を残した後で敵のアジトに侵入。監視カメラを掻い潜りながらエムを追い詰めたが、阿笠博士と灰原哀を人質に取られ、ニホリカ国首相の妻と子供達の乗った車にトラックで突入して自爆するように要求される。コナンの普通の子供と思えない推理力と行動力を見抜き、コナンが何者なのか疑問に感じてもいる。
水嶋 香苗（みずしま かなえ）
声 - 広末涼子
ブランド雑誌「VIP」の女性編集長。
コンドウこと山崎信一郎の妻。夫の浮気調査の為に毛利探偵事務所を訪れた。小五郎も鼻の下を伸ばすほどの美人で、口数こそ少ないが、真摯に夫を愛している。実は、アパートにある自宅の隣もコンドウの仕事場になっているのだが、壁が回転扉の状態になっており、偶然にも小五郎がその壁を押した事で発見されたが、彼女自身は隣室の存在には気が付いていなかった。終盤に人質に取られてしまい、コンドウに爆弾を積んだトラックごと自爆するように強制させられてしまう。

#### その他のキャラクター
桜井 武史（さくらい たけし）
声 - 岩永哲哉
本作とコラボした『鍵泥棒のメソッド』の主人公である売れない貧乏役者。いい加減な性格だが根はお人好し。かつてコンドウに成り済ます経験をしたことから彼に頭が上がらず、中盤で協力を持ちかけられる。
大谷編集長（おおたにへんしゅうちょう）
声 - 楠大典
桜井、コンドウ、香苗と同様に『鍵泥棒のメソッド』に登場していたゴシップ雑誌「実話ダイナマイト」の編集長。本作では、亀田警部補の捜査に応じて、コンドウについての質問に答えていた。

#### 『鍵泥棒のメソッド』とのキャスト比較
| キャラクター名       | 『鍵泥棒』 | 本作     | 備考   |
| -------------------- | ---------- | -------- | ------ |
| コンドウ 山崎 信一郎 | 香川照之   | 香川照之 |        |
| 水嶋 香苗            | 広末涼子   | 広末涼子 |        |
| 桜井 武史            | 堺雅人     | 岩永哲哉 |        |
| 大谷編集長           | 三上市朗   | 楠大典   | [注 8] |

### オリジナルキャラクター

#### 犯人グループ
タツ
声 - 草尾毅
右手に龍の入れ墨をしている男で、裏世界では持ち前のアドリブでピンチを切り抜ける「アドリブのタツ」と呼ばれている。
銭湯で全裸のコナンを連れ去り、得意のアドリブ能力を活かして、コナンのスマホから「知り合いのお兄さんと食事に行った」と蘭にメールを送った。しかし、新一だと誤解した蘭の嫉妬を招くことになり、進んで事件に首を突っ込ませる原因となってしまった。メンバーに指令を与えている謎の黒幕については、コンドウにも警戒するよう呼びかけている。ナナと交際しており、アパートである調査をしている最中、コンドウの正体に気が付いた。
ナナ
声 - 深見梨加
犯人グループの紅一点にして黒幕に最も近い存在で、コンドウやエムに尊大な態度で指令を与えていく女性。裏世界では「詐欺師のナナ」と呼ばれている。
拳銃の扱いにも長けており、用済みとなれば、仲間すら容赦なく切り捨てる冷酷な性格。グループの中では頭脳派だが、コンドウに睡眠薬入りのワインを飲まされて眠りこけてしまい、コナンとコンドウに秘密裏に接触されてしまうなど、少々間が抜けている。また、車を運転している最中に灰原と出会い、隙を突かれて腕時計型麻酔銃を撃ち込まれてしまい、車を灰原に奪われてしまった。
エム
声 - 水島裕
サングラスをした色黒の金髪男で、裏世界では「天才ハッカーのエム」と呼ばれている。
銭湯で転んで気を失ったコナンを眠らせて、コンドウとタツに引き渡した。更にナナからの指示で、阿笠博士と灰原の乗っているビートルを追跡し襲撃する。ナナ曰く料理の腕は悪いらしく、自身も料理人ではないと皮肉で返していた。横浜赤レンガ倉庫で開催する「仮面ヤイバー展」に遠隔操作式の爆弾を仕掛けるも、爆弾が作動しない事に動揺して、コンドウに背後を取られてしまう。しかし、黒幕に助けられ、奪った拳銃を所持してアジトに立て籠もる。
マル
声 - 田原アルノ
裏世界では「鍵屋のマル」と呼ばれている空き巣常習犯の男性の老人。コナンに睡眠薬を飲ませて眠らせる。
ジョー
声 - 白石稔
裏世界では「運び屋のジョー」と呼ばれている茶髪の青年。黒幕の命令によりトラックでクッキー缶に積んだ爆弾を運んだが、黒幕に裏切られ警察に逮捕される。

#### ニホリカ国
外国人の男
声 - 佐藤正治、辻親八
冒頭でゴルフをしていた外国人の老人。髭の老人が背の低い老人に対し、ニホリカ国の女王と子供一家の抹殺をコンドウに依頼したことを告白していた。

#### 銭湯
銭湯のおばあちゃん
声 - 真山亜子
銭湯の受付にいた老婆。コナンが知り合いと名乗る2人組の男に病院へ運ばれた事を蘭と灰原に、コナンの荷物を女性（ナナ）が取りに来た事を阿笠博士に伝えた。

#### 警察関係者
亀田 寛吉（かめだ かんきち）
声 - 秋元羊介
警視庁警部補。部下からは「チョーさん」と呼ばれており、逮捕されたジョーの取り調べをしていた。コンドウの存在を都市伝説と称して信じられずにいる。
佐野 恵一（さの けいいち）
声 - 蓮池龍三
警視庁巡査部長で亀田警部補の部下。コンドウについて聞き込みをすべく亀田に引き連れられて、水嶋香苗が勤務する出版社を訪れた。社内を興味本位で見渡すなど若い面が強調されている。
捜査員
声 - 田中亮一、杉山大
警視庁の捜査員でニホリカ国の女王と王子達の警備を担当する。王子達が仮面ヤイバ―の大ファンの為、仮面ヤイバー展を見たいと言う要求に頭を抱え、神奈川県警に協力を要請する。

#### メディア関係者
女性アナウンサー
声 - 百々麻子、浅川悠
冒頭のニュースでは、ニホリカ国首相の来日や爆弾盗難事件を、コナンが連れ去られていたアジトのテレビでは、犯人グループの最初のアジトであった工場の爆発炎上事件を伝えていた。

## 音楽

### 主題歌
「DYNAMITE」
歌・作詞 - 倉木麻衣、作曲 - Tesung Kim/Coach&Sendo/Katerina Bramley、編曲 - Coach&Sendo
発売レーベル：ノーザンミュージック

### 挿入歌
「無敵なハート」
歌・作詞 - 倉木麻衣、作曲 - 平賀貴大 / 望月由絵、編曲 - 佐藤俊 / 田尻尋一

## スタッフ
- 原作 - 青山剛昌
- 監督・絵コンテ - 山本泰一郎
- 企画 - 週刊少年サンデー編集部
- 原案協力 - 佐上靖之、縄田正樹、鳥光裕、小倉功雅、大嶋一範、薄谷正和
- 製作 - 都築伸一郎、小石川伸哉、吉田力雄
- 脚本 - 内田けんじ
- 脚本協力 - 赤城聡
- キャスティング協力 - 杉野剛
- 絵コンテ協力 - 寺岡巌
- 演出 - 山本泰一郎、永岡智佳、矢野孝典
- キャラクターデザイン・総作画監督 - 須藤昌朋
- 作画監督 - 中島里恵、高橋成之、かわむらあきお、広中千恵美、福永智子、野武洋行、岩井伸之、岩佐裕子、平山智
- アクション作画監督 - 清水義治
- メカ作画監督 - 水村良男
- デザインワークス - 小川浩
- 色彩設計 - 中尾聡子
- 色指定・仕上検査 - 中尾聡子、古河寿子、大本真希、金子直美
- 特殊効果 - 林好美
- 美術監督 - 福島孝喜
- 撮影監督 - 小川隆久
- メインタイトルCGアニメーション - 西山仁
- 音楽 - 大野克夫
- 音響監督 - 浦上靖夫、浦上慶子
- ミキサー - 田中章喜
- アシスタントミキサー - 田口信孝
- 制作デスク - 太田恵理子
- 効果 - 横山正和、横山亜紀
- 編集 - 岡田輝満
- 制作担当 - 三浦陽児
- 制作進行 - 岡田悠平、安部祐二郎、宇高大介、原屋哲朗
- 文芸担当 - 小宅由貴恵、黒柳尚己
- 設定進行 - 下村弘樹
- アシスタントプロデューサー - 近藤秀峰、米倉功人
- プロデューサー - 諏訪道彦、浅井認、石山桂一
- アニメーション制作 - TMS/V1Studio
- 製作 - 小学館、読売テレビ、トムス・エンタテイメント

## テレビ放送
| 回数 | 番組名（放送枠名） | 放送形態     | 放送日         | 放送時間    | 放送分数 | 平均世帯視聴率 | 備考 |
| ---- | ------------------ | ------------ | -------------- | ----------- | -------- | -------------- | ---- |
| 1    | 金曜ロードSHOW！   |              | 2014年12月26日 | 21:00-22:54 | 114分    | 12.1%          |      |
| 2    | 金曜ロードSHOW！   | 映像ソフト版 | 2020年9月18日  | 21:00-22:54 | 114分    | 10.5%          |      |